# CZ2075 RAMI
CZ 2075 Rami je sodobna polavtomatska pištola, proizvod češke tovarne Česká Zbrojovka iz Uherskega Broda. Pištolo izdelujejo v dveh kalibrih, 9 x 19 in .40 S&W.

## Opis in delovanje
Rami je prva povsem kovinska kompaktna pištola te tovarne, ki kljub temu, da je neposredna naslednica pištole CZ 75, ne uporablja klasičnega browningovega principa. Je namreč prva pištola te tovarne, ki uporablja modificiran browningov princip, kjer ležišče naboja zaklepa neposredno v prostor za izmet tulcev. To je omogočilo, da ima ta pištola ravno zgornjo stran zaklepišča, posledično večja odprtina za izmet pa zagotavlja zanesljivejše delovanje.
Ogrodje pištole je narejeno iz jeklene legure z vodili za zaklepišče po celi dolžini. Zaklepišče ima grobo narezana dela za repetiranje spredaj in zadaj ter velik branik sprožilca enojnega ali dvojnega delovanja. Pištola ima zunanje kladivce, vzvodi za upravljanje z orožjem (varovalka, vzvod za spuščanje zaklepišča v prednji položaj in utrjevalo okvirja s strelivom) pa so na levi strani. Sprožilec deluje dokaj gladko, sila potrebna za proženje v enojnem delovanju namreč niha med 1600 in 2400 grami, v dvojnem pa ne presega 5500 gramov, kar je za službeno orožje v razumnih mejah.
Na pištolah so nameščeni klasični odprti tritočkovni merki, za tako kratko orožje pa je namerilna linija dokaj dolga (125 mm), kar omogoča dobre zadetke tudi na bolj oddaljenih tarčah.